# Łeonid Prytuła
Łeonid Prytuła (ukr. Леонід Притула; ur. 21 stycznia 1984 w Kijowie) – ukraiński wioślarz.

## Osiągnięcia
- Mistrzostwa Świata U-23 – Amsterdam 2005 – jedynka – 20. miejsce[1].
- Mistrzostwa Świata U-23 – Hazewinkel 2006 – czwórka podwójna – 1. miejsce[1].
- Mistrzostwa Świata – Monachium 2007 – dwójka ze sternikiem – 9. miejsce[1].
- Mistrzostwa Europy – Poznań 2007 – ósemka – 4. miejsce[1].